# Waldstetten (Baden-Württemberg)
Waldstetten település Németországban, azon belül Baden-Württembergben. Lakosainak száma 7271 fő (2023. december 31.).

## Népesség
A település népessége az elmúlt években az alábbi módon változott:
| Lakosok száma | 4868 | 5329 | 6165 | 6318 | 6701 | 6923 | 7247 | 7243 | 7113 | 7271 |
|               | 1961 | 1967 | 1974 | 1980 | 1987 | 1993 | 2000 | 2006 | 2013 | 2023 |

## Testvérvárosai
Katymár